# Швиммер, Аль
Адольф «Аль» Швиммер (англ. Adolph William Schwimmer; 10 июня 1917, Нью-Йорк — 10 июня 2011, Израиль) — израильский предприниматель, основатель и первый глава Israel Aerospace Industries. Лауреат Премии Израиля (2006).

## Биография
Родился в семье еврейских эмигрантов из Восточной Европы. Свою трудовую биографию начал в 1939 г. инженером в корпорации «Локхид». Участник Второй Мировой войны, летчик. Кавалер боевых наград. В 1950 году он был обвинён в нарушении законов о сохранении нейтралитета в связи с перевозом самолётов, закупленных на территории США, в Израиль во время арабо-израильской войны 1948 года и, впоследствии, помилован Биллом Клинтоном.
В 1968 году удостоен степени доктора в Университете Технион. Почетный член Общества аэронавтики и астронавтики.

Швиммер посвятил свою жизнь сионистскому движению, Израилю и авиационной промышленности. Благодаря ему Израиль стал одним из крупнейших производителей гражданских и военных самолетов.
Оргкомитет по присуждению Премии Израиля

Скончался в свой 94-летний день рождения в Центре имени Хаима Шиба в Рамат-Гане, рядом с Тель-Авивом.